# Vélib

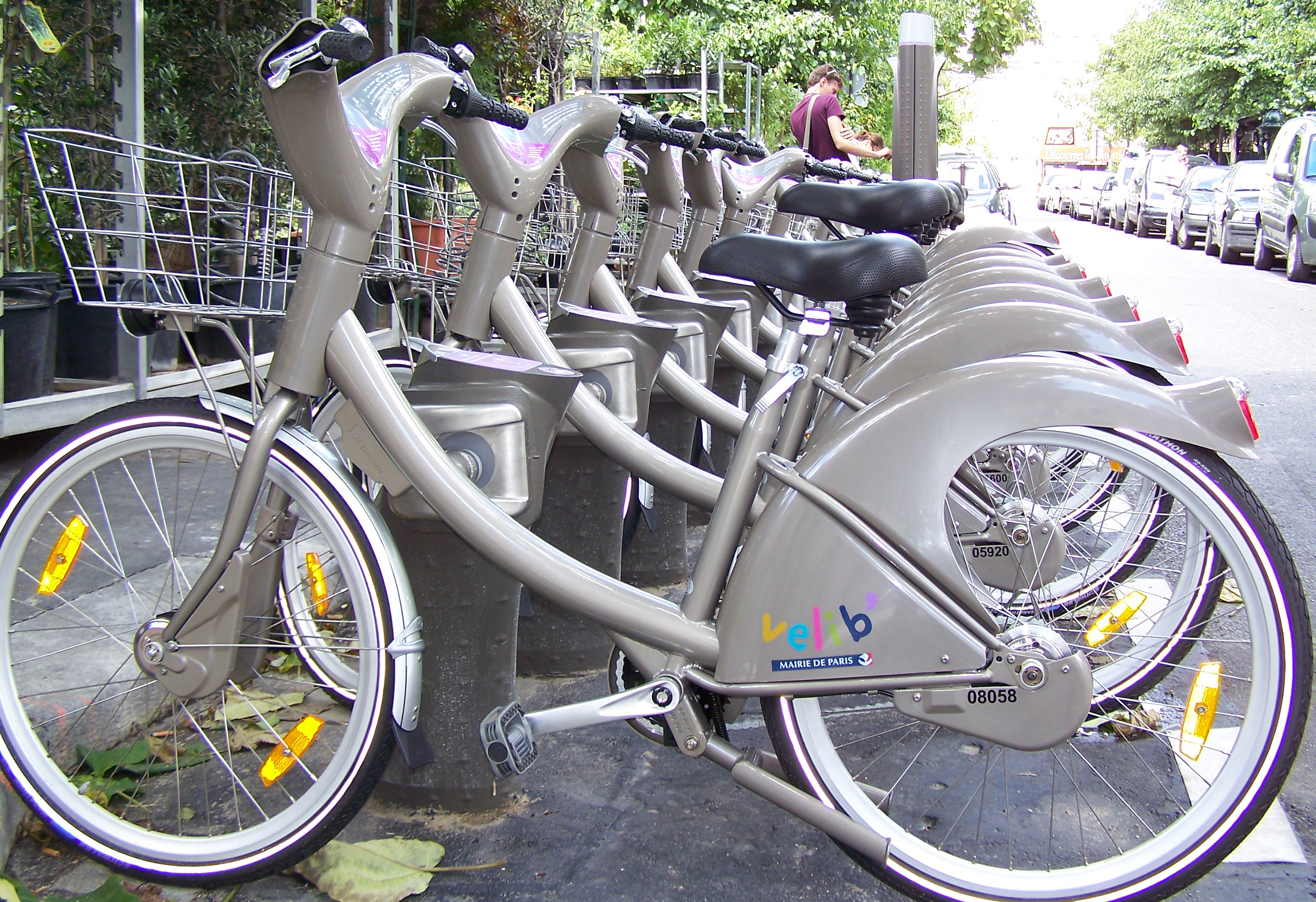
Una estació de Vélib

Vélib és el servei de bicicletes públiques de París. Va posar-se en marxa el 15 de juliol de 2007. El nombre de bicicletes i d'estacions ha anat creixent fins aproximadament 20000 bicicletes i 1450 estacions, i això en fa el sistema més gran del món d'aquesta mena de lloguer de bicicletes públiques.

## Les bicicletes
Les robustes bicicletes grises tenen tres marxes, pesen 22,5 kg, tenen llums amb dinamo, i una cistella frontal. Han estat produïdes per la companyia francesa Mercier a la seva fàbrica d'Hongria. El manteniment el porta l'empresa de publicitat urbana JCDecaux, la mateixa que la del Bicing de Barcelona.

## Condicions del servei
Des del principi es van oferir diferents modalitats de subscripció: per dies (1 euro), per setmanes (5 euros) o per anys (29 euros), i les terminals de les estacions accepten la subscripció o el pagament directament amb targeta de crédit amb xip. Per cada trajecte, els primers 30 minuts són gratuïts, i a partir de la segona mitja hora es paga un cost que es va incrementant.

## Solucions logístiques
A París s'han experimentat algunes propostes per mirar de solucionar o alleujar alguns dels problemes logístics ja coneguts d'aquesta mena de sistemes. Per exemple, des del juny de 2008
es bonifiquen amb minuts gratuïts extres els trajectes fins a determinades estacions etiquetades "bonus V’+", que són o bé als límits de la ciutat o bé en llocs elevats (a més de 60 m d'alçada), i sempre que l'inici del trajecte sigui en una estació normal.

## Curiositats
Sembla que els usuaris d'aquest sistema fan servir la convenció de deixar el seient girat apuntant cap enrere per fer veure que la bicicleta té algun problema mecànic. D'aquesta manera estalvien temps als altres usuaris que ja no intentaran anar a treure bicicletes averiades, i alhora faciliten la feina als operaris per localitzar les bicicletes que necessiten atenció.